# Pedro Goulart
Pedro Goulart da Silva (Ilha do Pico, 5 de Outubro de 1940 – Lisboa, 20 de Novembro de 2018), foi um professor do ensino secundário e explicador de matemática. Ativista antifascista e anticapitalista e dirigente político, militou em variadas organizações de esquerda e extrema-esquerda/esquerda radical durante a ditadura e a democracia. Passou pela CDE e PCP e foi fundador e dirigente político do PRP/BR durante o Estado Novo, pelos quais foi perseguido pela PIDE.
No pós-25 de Abril de 1974, fez parte da FUR e participou na extinção do PRP/BR. Fundou a OUT e terá sido "da direcção política" do grupo terrorista Forças Populares 25 de Abril (FP25). Pedro Goulart nunca reconheceu qualquer ligação às FP-25, apenas ao partido FUP, do qual foi fundador e, paralelamente a Otelo, a eventual autoria moral foi coberta pela amnistia às "infracções de motivação política" de 1996. Foi julgado inocente da autoria material nesse processo judicial. Continuou a militar em atividades que considerava anticapitalistas e anti-imperialistas até à sua morte.

## Biografia

### Juventude e formação
Segundo sua autobiografia nasceu em 1940 e viveu na freguesia rural de São Mateus, Pico, Açores, até aos seus 17 anos. Depois, na vila da Madalena, despertou para a política a ouvir a rádio BBC, a rádio Moscovo e a ler o jornal a República. A candidatura de Humberto Delgado, a revolução cubana e o assalto ao Santa Maria foram vividos com entusiasmo.
A crescente influência da leitura de autores censurados pelo Estado Novo como “António Sérgio, Ferreira de Castro, Eça de Queirós, Guerra Junqueiro, Jorge Amado, e vários outros” marcam-no. A realidade dura das ilhas e a influência crescente particularmente das leituras de António Sérgio, consolidam as suas aspirações a um socialismo libertário.
Em 1961, já na cidade da Horta, dinheiro amealhado a trabalhar em cafés e numa livraria permitiram que se dedicasse dois anos ao estudo para concluir sete anos de escolaridade (do 5.º ao 11.º ano), como aluno auto-proposto. 
Formado em economia no Instituto Superior de Economia, passou a dar explicações, especializando-se na matemática.

### Atividade política durante a ditadura

#### Dos Açores à faculdade
Ainda segundo a autobiografia, na Horta começou a participar em actividades anti-fascistas, celebrando da forma possível o 1.º de Maio ou o 5 de Outubro, o que lhe valeu ameaças de ser impedido de dar explicações. Considerou a “vitória da Revolução Cubana (…) com a queda do ditador Fulgêncio Baptista (…) um momento extremamente marcante” por ouvir e ler sobre a exploração e repressão sobre o povo cubano e da responsabilidade do imperialismo norte-americano. Cuba também era “um forte incentivo e apoio às lutas de libertação nacional dos povos do chamado Terceiro Mundo”. É também nesta altura que progressivamente optou pelo marxismo, mas mantendo pontes com outros sectores oposicionistas como os católicos progressistas.
Chegou a Lisboa em 1966 para frequentar o ISCEF (Económicas, actual ISEG), envolvendo-se crescentemente no movimento oposicionista estudantil e “proletário”, incluindo actividades clandestinas. Participa na associação de estudantes, então ligada ao PCP, na secção cultural. Como eventos marcantes na altura destaca o maio de 1968, a crise estudantil de 1969, bem como os protestos contra a Guerra do Vietname.

#### Da CDE ao PRP/BR
Envolveu-se na política nacional, aderindo à CDE que iria candidatar-se às eleições de 1969. Tentando aproveitar as promessas de abertura do regime, a CDE candidatava-se com um programa que apostava na negociação com os movimentos de independência das colónias para terminar a guerra colonial. A CDE de Lisboa inclua Francisco Pereira de Moura, Lindley Cintra, Jorge Sampaio e Mário Sottomayor Cardia, entre outras muitas personalidades envolvidas. Apesar de sessões públicas com grande afluência, não conseguiria eleger nenhum deputado, refletindo a prática de fraude eleitoral pelo regime
Mais tarde, apesar de preferências mais radicais face ao percecionado reformismo do PCP, aderiu a este mesmo partido por considerar que os outros “grupos não constituíam uma alternativa política, e porque dada a militância, a combatividade e até, por vezes, a heroicidade de alguns militantes” lhe davam esperanças de uma “viragem revolucionária”. Denunciado por presos políticos eventualmente sob tortura e perseguido pela PIDE, como documentado na Torre do Tombo, entrou temporariamente na clandestinidade durante vários meses.
Na preparação das "eleições" legislativas de 1973, Pedro Goulart participa numa reunião num domingo à tarde em que dois grupos de militantes de esquerda decidem se se juntam ao MDP/CDE. O grupo de César Oliveira incluía Jorge Sampaio, "o Mestre, o Victor Wengorowius,o José Manuel Galvão Teles, o José Dias, além de eu próprio, e da outra parte, a Isabel do Carmo, um militante creio eu chamado José de Sousa, uma médica colega da Isabel do Carmo e o Goulart". O segundo grupo viria a ser mais tarde o PRP.
Uma cisão na CDE leva à disseminação dos dissidentes pela esquerda revolucionária, como a trotskista LCI, a marxista-leninista URML (eventualmente integrada na UDP), mas principalmente o PRP. Afastou-se do PCP pela sua perceção de uma “estratégia reformista”, da “subordinação aos interesses (...) soviéticos”, e de “métodos estalinistas (...) no dia-a-dia”.
“[E]m fins de 1973, ainda sob regime fascista [é fundado] o PRP-BR (Partido Revolucionário do Proletariado – Brigadas Revolucionárias)”, incorporando dissidentes da CDE, as Brigadas Revolucionárias e outros militantes “antifascistas e anticapitalistas”. Pedro Goulart é um dos poucos dirigentes do partido a ter alguma aparição mediática, para além de Isabel do Carmo e Carlos Antunes.

### Atividade política durante a jovem democracia: FUR, extinção do PRP-BR e OUT
Depois de 48 anos de ditadura, o final dos anos 1970 e princípio dos 1980 no Portugal democrático é turbulento e polarizado, no seguimento do PREC, de várias inflexões políticas e de duas intervenções do FMI (1977; 1983). Entretanto, organizações de extrema- direita – como o ELP, Maria da Fonte e MDLP – foram responsáveis por 566 ações violentas de 1974 a 1977, com vários assassinatos até 1979.
Fez parte de Frente de Unidade Revolucionária em 1975 e milita na candidatura presidencial de Otelo Saraiva de Carvalho nas presidenciais de 1976, que fica em segundo lugar e reúne 800.000 votos.
Em Junho de 1978 dá-se a prisão de Isabel do Carmo e Carlos Antunes, do PRP-BR. Pedro Goulart vai procurar "dinamizar o movimento de solidariedade com os presos políticos". Um manifesto a denunciar a repressão e a exigir a libertação dos presos políticos recebe o apoio de figuras como Adelino Gomes, Augusto Abelaira, Batista Bastos, Calvet de Magalhães, Emídio Santana, Fausto, Francisco Pereira de Moura, Ferreira Fernandes, Filipe Rosas, João Lavinha, José Afonso, José Fanha, Leça da Veiga, Manuel Serra, Mário Viegas, Maria do Céu Guerra, Paula Guedes, Saldanha Sanches, Viotti de Carvalho, entre outras.
Também em 1978 faz parte dos fundadores da Organização Unitária de Trabalhadores (OUT), com Otelo Saraiva de Carvalho, Mouta Liz. Esta organização política foi fundada na Marinha Grande perante 1400 militantes, com A Internacional e a Grândola Vila Morena como hinos.
Com a liderança do PRP/BR na prisão e enfraquecida, ocorre a expulsão dos seus dirigentes presos pela fação liderada por Pedro Goulart, a 29 de Dezembro de 1979. A divergência política refere-se à chamada "facção Goulart" (que encabeça documento do III congresso com mais dezasseis militantes) defender apoiar Otelo, em contraste com os anteriores líderes que considerariam apoiar Eanes.

### Fundação da FUP e das FP-25 de Abril
A Força de Unidade Popular (FUP) surgirá em 1980 como frente eleitoral, conjugando vários partidos da então esquerda revolucionária: alguns membros da ex-Frente Socialista Popular (FSP), Movimento de Esquerda Socialista (MES), Organização Unitária de Trabalhadores (OUT), Partido Comunista (marxista-leninista), Partido Comunista (Reconstruído) (PC(R)), Partido Revolucionário do Proletariado (PRP), Unidade Comunista (UC) e União Democrática Popular (UDP) e patrocinado por Otelo Saraiva de Carvalho. A assinatura do acordo foi concretizada a 28 de Março de 1980, onde é um dos signatários, e filmada pela RTP.
Com o vazio causado pela prisão dos fundadores do PRP/BR, surge uma divergência fundamental, que resulta na cisão e posterior expulsão destes e de alguns dos seus apoiantes. e posterior transferência de operacionais, militantes e sedes para a Organização Unitária dos Trabalhadores (OUT) e, eventualmente, para o Projecto Global, a super estrutura no qual incluía as FP-25 (organização armada) e a FUP (organização política) e o próprio Otelo Saraiva de Carvalho, surgindo um maior protagonismo de Pedro Goulart que defende o elevar e radicalizar o patamar da violência armada, promovendo maior violência contra pessoas,.}} concretizada pelas FP-25 de Abril  através de baleamentos, assassinatos  e raptos (estes últimos nunca concretizados), em claro contraste com anteriores organizações armadas de esquerda, mas análoga a outras organizações violentas europeias, fundadas após o Maio de 68.
Participa na famosa reunião do Conclave, na Serra da Estrela, bem como em reuniões posteriores onde se discute a oportunidade dos "engarrafamentos", nome dado pela organização aos raptos de políticos e empresários, cujo resgate deveria engrossar os cofres da organização. Nas reuniões clandestinas do Projecto Global ou das FP25 é referenciado por “João" ou simplesmente “PG". Pedro Goulart nunca reconheceu qualquer ligação às FP-25, advogando antes a luta de massas.
Pedro Goulart contestou sempre essa versão. A FUP a que irá pertencer defendia a "violência revolucionária de massas (...) - greves, manifestações, concentrações" em contraste à violência armada das FP-25. Não se demarcou das futuras ações da FP-25 de Abril porque, segundo o próprio, não tinha de se demarcar porque argumentava que não era a sua organização e porque as FP-25 "lutavam contra gente que reprimia os trabalhadores".  No entanto, MES, FSP, UDP, PCP(R) e independentes, fundadores da FUP abandonaram a plataforma por não concordarem com a não demarcação da FUP das ações das FP-25 de Abril, ficando a mesma apenas com elementos do PRP, OUT e FSP. Em 1983, viu a sua posição derrotada no Congresso da FUP no Vimeiro o que levou a "estar menos optimista quanto aos frutos do trabalho político através dela desenvolvidos".

### Processo judicial FUP/FP-25
É preso preventivamente a 20 de Junho de 1984, um dia após o início da operação Orion. As suas testemunhas de defesa incluíram Francisco Louçã, Augusto Mateus, Manuel Serra, Rosa Alves, Joaquim Cavaqueiro Mestre, Joel Hasse Ferreira e Marreiros de Mendonça, entre outras. Jornalistas como Oscar Mascarenhas ou Miguel Portas no Diário de Notícias denunciam o processo inicial como rocambolesco. A defesa alega fragilidades jurídicas como, por exemplo, serem julgados com um código de processo penal da ditadura” (de 1929), com direito de defesa não garantido, em que o acusador também foi o juiz, fundamental para a condenação no primeiro julgamento e em que se produziu a prova analisada posteriormente. Os vereditos não serão unânimes, haverá vasta solidariedade nacional e internacional e uma denúncia de condições injustas na prisão.  No caso mais mediático de Otelo, estes assuntos são tratados em mais detalhe na secção “O processo judicial FUP/FP-25 de Abril”, particularmente sobre os argumentos da defesa, movimentos de solidariedade e o desfecho do processo.
O processo jurídico teve várias reviravoltas. Foi condenado em Primeira Instância, a 20 de Maio de 1987, a 15 anos de prisão. Dois anos depois, a 13 de Setembro de 1989, o Tribunal da Relação de Lisboa agravaria a pena para os 18 anos, acabando o Supremo Tribunal de Justiça, a 19 de Dezembro de 1990, por fixar a condenação em 17 anos de cadeia. No entanto, a sentença nunca transitará em julgado, não sendo efetiva. O Tribunal Constitucional anulou parcialmente a primeira condenação em Fevereiro de 1989 baseada nos acusados não terem tido direito à reavaliação da prova acusatória, decisão reconfirmada em 1996. Em Maio de 1989, o Supremo Tribunal de Justiça libertou 29 dos presos por excesso de prisão preventiva, entre eles Pedro Goulart. Esteve preso preventivamente “5 anos sem culpa formada!”, mais do que o legal permitido, obrigando a intervenção europeia.
Foi abrangido pela amnistia promulgada pela Assembleia da República em 1996 às "infracções de motivação política" dada a “complexidade jurídica tem tornado extremamente difícil a sua solução judicial. (…) com desenvolvimentos que não prenunciam a possibilidade de uma solução de justiça em tempo razoável".  De salientar que a "Amnistia às infracções de motivação política" foi justificada também para pacificar a sociedade portuguesa, no rescaldo do pós 25 de Abril, pois houve igualmente o mesmo esquecimento para figuras do Estado Novo, Movimento Democrático de Libertação de Portugal e do 11 de Março. Este processo e amnistia suscitou e continuará a suscitar interpretações divergentes, pois, se para uns os comportamentos descritos nos crimes dados como factos provados é prova da reprovação dos comportamentos julgados, para outros, como a sentença nunca transitou em julgado, os réus deste processo beneficiam da presunção de inocência, reforçada pela amnistia votada na Assembleia da República.
Foi absolvido pelo tribunal no processo dos “crimes de sangue” em 2001, decisão reconfirmada em 2003,[carece de fontes?] como no caso de Otelo. Dada a sentença inicial nunca ter transitado em julgado, ter sido abrangido pela amnistia e absolvido, segundo a lei portuguesa Pedro Goulart é considerado inocente.

### Atividade cívica e política nos últimos anos e morte
Em Abril de 1994, o biografado foi convidado para uma palestra sobre o 25 de Abril de 1974, 20º Aniversário da Revolução Portuguesa, na Universidade de Bolonha pelo professor Luciano Casali. A sessão contou ainda com Vasco Lourenço.
Em 2002, publica a sua autobiografia intitulada “Resistência” publicado pelas edições Dinossauro. O lançamento e apresentação do seu livro será na Livraria Ler Devagar, com Francisco Martins Rodrigues e José Hipólito Santos.
Em 1996, votou Jorge Sampaio quando este derrotou Cavaco Silva. Assistiu com agrado a iniciativas frentistas de esquerda como o nascimento do Bloco de Esquerda em 1999, de que foi simpatizante ou à chamada Geringonça em 2015, em alternativa às políticas de austeridade e de direita implementadas durante a troika. 
Participou nas comemorações populares do 25 de Abril e envolveu-se em numerosas iniciativas cívicas contra a guerra na Jugoslávia e NATO, guerra (Iraque; Tribunal Iraque; Lisboa contra a guerra) ou anti-capitalistas, colaborando com a Política Operária, entre outras organizações. Foi um dos fundadores do jornal Mudar de vida.
Em 1999, autodenominava-se como “um comunista libertário, que não aceita nem deuses nem chefes”.
Faleceu, de ataque cardíaco, em Lisboa a 20 de Novembro de 2018. A notícia do seu falecimento foi divulgada em organizações de esquerda como o Bloco de Esquerda e o jornal Mudar de Vida.

## Entrevistas
- FLAMA (1975) FUR: Via de Unidade para a Esquerda? Mesa redonda com António Azul, Francisco Vale, António Marciano, Vítor DIas, Afonso de Barros, Pedro Goulart.
- Giulianelli, Roberto (1994), “A Lisbona, una notte, vent’anni fa…” Actas do Departamento de História da Faculdade de Letras da Universidade de Bolonha.
- Dâmaso, Eduardo (18 de junho de 1999). «O economista revolucionário»
- Política Operária (2006) “Social-democracia e direita cada vez mais iguais”, entrevista a Pedro Goulart, Jan-Fev.